# SC Union 06 Berlin
SC Union 06 Berlin – niemiecki klub piłkarski, grający obecnie w Bezirkslidze Berlin - Staffel 3 (odpowiednik ósmej ligi), mający siedzibę w mieście Berlin, w dzielnicy Tiergarten. Został założony w 1950 roku, gdy część pierwszego zespołu SC Union 06 Oberschöneweide uciekła z Wschodniego Berlina do Berlina Zachodniego.

## Historia
- 09.06.1950 – został założony jako SC Union 06 Berlin z części pierwszego zespołu SC Union 06 Oberschöneweide

## Sukcesy
- 11 sezonów w Oberlidze Berlin (1. poziom): 1950/51-1959/60 i 1961/62.
- 1 sezon w Regionallidze Berlin (2. poziom): 1963/64.
- mistrzostwo Berlina: 1953
- Amateurliga Berlin (III poziom): 1976 (mistrz)
- Puchar Berlina: 1951 (finał)